# Carpelimus quadripunctatus
Carpelimus quadripunctatus är en skalbaggsart som först beskrevs av Thomas Say 1831.  Carpelimus quadripunctatus ingår i släktet Carpelimus och familjen kortvingar. Inga underarter finns listade i Catalogue of Life.